# Joomla!
Joomla! [dju:mla] (Джумла!) е безплатна система за управление на съдържанието (CMS-Content Management System) с отворен код, написана на PHP, за публикуване на уеб съдържание. Използва база данни MySQL и техники на обектно ориентирано програмиране (ООП). Joomla! включва/съдържа възможности, като кеширане на страници (page caching) за подобряване на изпълнението, RSS четци (RSS feeds), версии на страниците за печат, предаване на кратки новини (т.нар. news flashes), блогове, анкети (web polls), уеб сайт търсене и езикова локализация.
Към юли 2013 г. Joomla! е била изтеглена над 35 милиона пъти. Над 6000 безплатни, некомерсиални разширения са достъпни от официалната страница на Joomla!. Смята се, че тя е втората най-използвана CMS система след WordPress.
Джумла има редица преводи на над 60 езика, включително български. Глобалната общност от потребители и разработчици се състои от над 150 хиляди души, а в българския портал на системата има близо 3000 потребители.

## История
Joomla! е резултат от отцепването на екип от Mambo на 17 август 2005, който взима сорскода и започва самостоятелна разработка върху него.
Разработчиците от Joomla! създават уеб сайт, наречен OpenSourceMatters.org (OSM), за да разпространяват информация за потребителите, разработчици, уеб дизайнери и за общността като цяло. Ръководител на проекта Андрю Еди (Andrew Eddie) написва писмо, което се появява в частта за известия на обществения форум mamboserver.com. В рамките на един ден малко повече от хиляда души се присъединили към OpenSourceMatters.org, повечето от които изразяват своята подкрепа и насърчават проекта, в резултат на което сайта бил претоварен и блокирал.
През първите две седмици след съобщението на Андрю Еди, екипите биват реорганизирани и общността продължава да расте.
На 18 август Андрю Еди призовава общността да избере име за проекта от списък с предварително избрани имена. Основният екип посочил, че ще вземе окончателното решение за името на проекта в зависимост от решението на общността. В крайна сметка основният екип избира име, което не е в списъка с предложени имена. На 22 септември новото име „Joomla!“, бива обявено. Това е английското произношение на думата на езика суахили Jumla, която означава „всички заедно“ или „като едно цяло“. На 26 септември екипът разработчици представя лого и приканва общността за гласуване по него. На 29 септември е взето решение.
Joomla! печели наградата Packt Publishing Open Source Content Management System през 2006 г., 2007 г. и 2011 г.
На 27 октомври 2008 г. Packt Publishing обяви, че Johan Janssens е „най-ценният човек“ (MVP), заради работата му като един от водещите разработчици на версията 1.5 Joomla!. През 2009 г. Луи Ландри получава наградата „Най-ценен човек“ за ролята си на архитект и координатор за развитието на Joomla!.
|                                                                                             | Версия                                                                       | Дата на издаване              | Поддържана до                            |
| ------------------------------------------------------------------------------------------- | ---------------------------------------------------------------------------- | ----------------------------- | ---------------------------------------- |
| 1.x                                                                                         | 1.0                                                                          | 15 септември 2005             | 22 юли 2009                              |
| 1.x                                                                                         | 1.5                                                                          | 22 януари 2008                | 30 септември 2012, дългосрочна поддръжка |
| 1.x                                                                                         | 1.6                                                                          | 10 януари 2011                | 10 януари 2011                           |
| 1.x                                                                                         | 1.7                                                                          | 19 юли 2011                   | 24 февруари 2012                         |
| 2.x                                                                                         | 2.5                                                                          | 24 януари 2012                | 31 декември 2014, дългосрочна поддръжка  |
| 3.x                                                                                         | 3.0                                                                          | 27 септември 2012             | 24 април 2013                            |
| 3.x                                                                                         | 3.1                                                                          | 24 април 2013                 | 6 ноември 2013                           |
| 3.x                                                                                         | 3.2                                                                          | 6 ноември 2013                | 20 октомври 2014                         |
| 3.x                                                                                         | 3.3                                                                          | 20 април 2014                 | 25 февруари 2015                         |
| 3.x                                                                                         | 3.4                                                                          | 25 февруари 2015              | 21 март 2016                             |
| 3.x                                                                                         | 3.5                                                                          | 21 март 2016                  | 12 юли 2016                              |
| 3.x                                                                                         | 3.6                                                                          | 12 юли 2016                   | 25 април 2017                            |
| 3.x                                                                                         | 3.7                                                                          | 25 април 2017                 | 19 септември 2017                        |
| 3.x                                                                                         | 3.8                                                                          | 19 септември 2017             | 30 октомври 2018                         |
| 3.x                                                                                         | 3.9                                                                          | 30 октомври 2018              | 17 август 2021                           |
| 3.x                                                                                         | 3.10.x                                                                       | 17 август 2021                | 17 август 2023, дългосрочна поддръжка    |
| 4.x                                                                                         | 4.0                                                                          | 17 август 2021                | 15 февруари 2022                         |
| 4.x                                                                                         | 4.1                                                                          | 15 февруари 2022              | 16 август 2022                           |
| 4.x                                                                                         | 4.2                                                                          | 16 август 2022                | 18 април 2023                            |
| 4.x                                                                                         | 6.0.0 Alpha2                                                                 | 24 юни 2025 г.; 8 юли 2025 г. | 18 април 2023                            |
| 4.x                                                                                         | scope="row" Грешка: Версия - неразпознат параметър class="templateVersion p" |                               | не е налична                             |
| Легенда:Стара версияСтара версия, все още се поддържаТекуща версияПоследната преглед версия |                                                                              |                               |                                          |

### История на версиите
Joomla 1.0 е пусната на 22 септември 2005 г. въз основа на Mambo 4.5.2.3.
Joomla 1.5 е пусната на 22 януари 2008 г. Най-новата версия е 1.5.26 пусната на 27 март 2012 г.
Joomla 1.6 е пусната на 10 януари 2011 г.
Joomla 1.7 е пусната на 19 юли 2011 г., шест месеца след 1.6.0. Тази версия добавя по-голяма сигурност и по-добри инструменти за миграция.
Joomla 2.5 е пусната на 24 януари 2012 г., шест месеца след 1.7.0.
Joomla 3.0 е пусната на 27 септември 2012 г.
Joomla 3.1 е пусната до 24 април 2013 г.
Joomla 4 е пусната до 17 август 2021 г.

## Внедряване и инсталиране
Подобно на много други популярни уеб приложения, Joomla! може да се изпълнява на LAMP (безплатен пакет софтуер, с отворен код).
Много хостинг доставчици имат контролни панели, които позволяват автоматичната инсталация на Joomla!. На Windows Joomla! може да се инсталира с помощта на Microsoft Web Platform Installer, който автоматично разпознава и инсталира всичко липсващо, като например PHP или MySQL.
Joomla! се радва на силна подкрепа от хостинг доставчици, които се специализират в нея или могат да я поддържат. Много уеб сайтове предоставят информация за инсталиране и поддръжка на Joomla! сайтове.

## Шаблони за Joomla
Шаблоните за Joomla са многостранни разширения, които са отговорни за оформлението, дизайна и структурата на задвижваните от Joomla сайтове. Докато CMS управлява съдържанието, шаблоните управляват външния вид, усещането за елементите на това съдържание и цялостния дизайн на задвижваните от Joomla сайтове. Съдържанието и дизайна в шаблоните на Joomla са отделни и могат да се редактират, променят и изтриват поотделно. Шаблонът е мястото, където е зададен дизайнът на основния лейаут за сайт на Joomla. Това включва мястото, където потребителите поставят различни елементи (компоненти, модули и плъгини), които са отговорни за различните видове съдържание. Ако шаблонът може да бъде персонализиран от потребителя, потребителят може да промени разположението на съдържанието в сайта, например да постави главното меню от дясната или лявата страна на екрана.
Има много платени и безплатни шаблони на разположение в интернет.

### Компоненти на шаблона

#### Layout
Шаблонът е мястото, където е зададен дизайнът на главния лейаут за Joomla сайт. Това включва мястото, където потребителите поставят различни елементи (компоненти, модули и плъгини), които са отговорни за различните видове съдържание.

#### Цветова схема
Използвайки CSS в дизайна на шаблона, потребителите могат да променят цветовете на фона, текст, линкове или почти всичко, което те биха могли да променят използвайки (X)HTML.

#### Снимки и ефекти
Потребителите могат също да контролират начина, по който изображенията се извеждат на страницата и дори да създават флаш ефекти, като падащи менюта.

#### Шрифтове
Същото важи и за шрифтовете. Дизайнът за тях е заложен в CSS файла на темплейта, създавайки единен изглед за целия сайт, което прави лесно промяната на целия изглед само чрез промяна на един или два файла, а не всяка една страница по отделно.

## Разширения за Joomla
Разширенията за Joomla спомагат за разширяването на възможностите на Joomla сайтове. Има пет вида разширения: компоненти, модули, плъгини, шаблони и езици. Всяко едно от тези разширения управлява конкретна функция.

### Компоненти
Това е основно средство, което разширява функционалните възможности на Joomla! и представлява набор от скриптове, които отговарят за определени функции. В повечето случаи компонентите се виждат в централната колона на сайта. Компоненти в Joomla! са форуми, файлови архиви, галерии, системи за статистика и т.н. Управление на потребителите, създаване на категории – всичко това се изпълнява от компоненти. Компонентите в Joomla се състоят от 2 части: административен панел на компонента и фронтенд (сайт). Една от частите може да отсъства, например стандартният компонент Search няма административна част, а компонента Config (настройка на глобалните параметри в сайта), съдържа само административна част.

#### Плъгини
Това са по-напреднали разширения и по същество обработват дадено събитие. По време на изпълнение на част от Joomla!, на модул или компонент, може да бъде задействано събитие. Когато се задейства събитие, плъгинът може да бъде извикан, за да се справи с това събитие; например плъгин може да блокира потребителски статии или да филтрира лоши думи.

#### Шаблони
Описват основния дизайн на сайтовете в Joomla. Те са разширенията, които позволяват на потребителите да променят външния облик на сайта. Потребителите ще виждат модули и компоненти в шаблона. Те са адаптивни и гъвкави. Шаблоните определят „стила“ на даден сайт.

#### Модули
Средство за разширяване на възможностите в Joomla. В повечето случаи, модулите изпълняват функции, които показват информация и са допълнение към компоненти. Модулите се разполагат вляво или вдясно на сайта. Примерни модули са: навигационното меню, календари, списък с популярни статии и т.н. При публикуване на модула може да се укаже на каква позиция в шаблона да се намира той.

#### Езици
Много прости разширения, които може да се използват като основна част или като софтуерно разширение.

### Примери за сайтове, които използват Joomla
- Linux.com
- Harvard.edu
- Официалният сайт на Джумла[58]
- Джумла България![59]
- orionsrv.eu[неработеща препратка]
- mitkomarianoff.com Архив на оригинала от 2025-04-05 в Wayback Machine.